# Љубица Арсић
Љубица Арсић (Београд, 19. децембар 1955) српска је  књижевница.

## Биографија
Дипломирала је на Филолошком факултету у Београду, на Групи за југословенску књижевност и српскохрватски језик. Професор је српског језика и књижевности у музичкој школи Мокрањац.
У књижевности је дебитовала збирком прича Прст у месо 1984. године. Објавила је преко десет књига прича и романа и приредила више антологија савремене светске и домаће приче. Код свог издавача „Лагуне“ приредила је више антологија савремене тематске светске приче и покренула неколико запажених едиција („Таласи“, „Савременице“).
Роман Рајска врата био је у најужем избору за Нинову награду.
Као књижевница преферира кратку, ефектну, често и шокантну причу, а у романима тематизује положај жене у свету, питања идентитета, породичних односа и љубави, не либећи се да о еротици пише отворено, духовито рушећи табуе и разобличујући предрасуде. У колекцији „Један према један“ издавачке куће „Службени гласник“ из Београда објављен је и књижевни портрет Љубице Арсић.
Превођена је на француски, немачки, грчки и украјински језик и заступљена у страним антологијама српских писаца.
Колумнисткиња је дневних новина „Политика“.
Чланица је Српског књижевног друштва. Живи у Београду.

## Награде
- Награда „Борислав Пекић”, за синопсис романа Икона, 1998.
- Награда „Исидориним стазама”, за роман Икона, 2002.
- Награда „Биљана Јовановић” часописа Про Фемина, за необјављени рукопис, за књигу прича Ципеле бувине боје, 1996.
- Награда „Женско перо”, за књигу прича Тиграстија од тигра, 2003.
- Награда „Лаза Костић”, за књигу прича Тиграстија од тигра, 2004.
- Андрићева награда, за књигу прича Мацо, да л’ ме волиш, 2005.
- Награда „Стеван Сремац”, за роман Рајска врата, 2016.

## Дела

#### Романи
- Чувари казачке ивице, 1988.
- Икона, 2001.
- Манго, 2008.
- Рајска врата, 2015.

#### Збирке прича
- Прст у месо, 1984.
- Ципеле бувине боје, 1998.
- Барутана, 1991.
- Зона сумрака, 1997.
- Само за заводнице, 2003.
- Тиграстија од тигра, 2003.
- Мацо, да л’ ме волиш, 2005.
- , 2012.

#### Антологије
- Антологија светске еротске приче На брзака, 2002.
- Антологија женске светске еротске приче Фррррр, 2004.
- Антологија прича о мору У мору је моја душа, 2006.
- Антологије савремене светске приче „Таласи“[8]: о одрастању Клинци од два метра, о породици Тањир пун речи, еротске светске приче Дивљи Ерос, о животињама Риба, патка, водоземац, о мору Острво на два мора, о радости живљења Живот је увек у праву и др.